# Иванов, Эмануил (пианист)
Эмануил Ива́нов (болг. Емануил Иванов; род. 1998, Пазарджик) — болгарский пианист.
Начал учиться музыке в своём родном городе у Галины Даскаловой, с 2013 года учился у Атанаса Куртева, затем продолжил образование в Бирмингемской консерватории под руководством Паскаля Немировски и Энтони Хьюитта. Лауреат ряда международных конкурсов, высшее достижение — победа в Международном конкурсе пианистов имени Бузони в 2019 году.
Выступал с сольными концертами в Болгарии, Италии, Великобритании, Франции, Польше. В 2016 году принял участие в фестивале Владимира Спивакова «Москва встречает друзей». В 2017 году дебютировал с оркестром в Софии, исполнив один из концертов Йозефа Гайдна в рамках Европейского музыкального фестиваля. Обширная гастрольная программа Иванова, запланированная после его победы в Конкурсе имени Бузони, оказалась под значительным ударом из-за пандемии COVID-19; тем не менее, ряд концертов состоялся, и среди них концерт 27 февраля 2021 года в миланском театре Ла Скала, транслировавшийся в Интернете.